# Kowlanahalli, Piriyapatna
Kowlanahalli là một làng thuộc tehsil Piriyapatna, huyện Mysore, bang Karnataka, Ấn Độ.